# Asterolasia buckinghamii
Asterolasia buckinghamii là một loài thực vật có hoa trong họ Cửu lý hương. Loài này được (Blakely) Blakely mô tả khoa học đầu tiên năm 1941.